# 和田路
和田路是中華人民共和國上海市靜安區一條南北走向道路，北起洛川東路，南至中山北路。道路前身是宝山县县道，中華民国3年（1914年）改筑為現代化道路，因附近有宋公园，所以道路起名為宋公园路。1950年以新疆地名和阗县改名為和阗路。1959年因和阗县更名為和田县，道路同步更名為和田路。